# Парк Победы (Липецк)
Парк Побе́ды — парк в Октябрьском округе города Липецка.
Расположен между проспектом 60 лет СССР, Полиграфической улицей, урочищем Каменный Лог и жилой застройкой по улицам Смургиса и Стаханова.
Площадь — 35 га. В парке более 40 видов деревьев и кустарников. В составе древесных пород преобладают сосна, берёза, клён.

## История
В 1973—1974 годах на западной окраине Липецка с правой стороны Каменного Лога (напротив строившегося тогда 19-го микрорайона) было решено разбить парк в честь приближающегося юбилея — 30-летия Победы советского народа над фашистской Германией. Тогда это было пустынное место. Эскиз выполнил главный художник города Н. Р. Полунин. Позднее А. А. Долгих (из института «Липецкгражданпроект») разработала генеральный план. Парк в проекте имел площадь 50 гектаров; он должен был стать пейзажным. С трех сторон предполагалось сооружение парадных входов. Городской магистралью парк предполагалось разделить на северную и южную части.
Посадкой парка занимались тысячи липчан, в том числе школьники и студенты. Ими было высажено 400 тыс. деревьев и 700 тыс. кустарников. К Дню Победы 1975 года основные мероприятия закончились. В документах это был парк «30 лет Побе́ды».
Несмотря на окончание работ, официальное открытие как парка состоялось больше чем через десять лет. Решением совета народных депутатов на территории Октябрьского района (ныне округа) 1 июля 1987 года был открыт парк культу́ры и о́тдыха и́мени 30-ле́тия Побе́ды. Первым его директором 21 июля 1987 года был назначен В. М. Колтаков.
Весной 1988 года здесь были смонтированы первые аттракционы — «Колокольчик», «Юнга», «Вихрь» и «Русские качели». 14 сентября 1988 года от установленной электроподстанции № 319 к ним было подано напряжение.
Весной 1994 года артисты впервые вышли на летнюю эстраду.
В канун празднования 50-летнего юбилея Победы здесь открыли музей военной техники под открытым небом, который состоял из десяти единиц (артиллерийские орудия, в том числе легендарная «сорокапятка», и настоящий сторожевой катер, в годы войны принимавший участие в Висло-Одерской операции и дошедший до Берлина).
В 1999 году решением городского совета депутатов парку вернули прежнее название — парк Победы. К 60-летию Победы со стороны 24-го микрорайона был устроен главный вход и установлена скульптура воина-освободителя, вернувшегося домой с войны (ск. А. Е. Вагнер, арх. А. Лицуков; прежде она стояла в начале проспекта Победы перед домом № 6). Однако, как отмечает В. М. Колтаков, наряду с положительными изменениями появились и недостатки. Со стороны проезжей части 24-го микрорайона вырубили много деревьев, музей военной техники потерял больше половины экспонатов, со стороны гипермаркета «Линия» на проспекте 60 лет СССР вырублены деревья на площади более гектара (участок превращён в парковку). Сторожевой катер стоит возле здания администрации парка, слегка завалившись на бок.
В будущем в парке планируется установить памятник Победы.

## Развлечения
В тёплое время года парк является излюбленным местом массовых гуляний жителей юго-западной части города. Здесь работают колесо обозрения и другие аттракционы для детей и взрослых. В праздники в парке традиционно устраивают фейерверк шоу. Есть кафе, бильярд, летняя дискотека.